# Campeonato Panamericano de Béisbol Sub-10 de 1996
El Campeonato Panamericano de Béisbol Sub-10 de 1996 con categoría Infantil A, se disputó en México en 1996. El oro se lo llevó México mientras Perú obtuvo la única medalla en su historia llevándose la plata.

## Equipos participantes
- Brasil
- Ecuador
- Honduras
- México
- Perú
- República Dominicana

## Resultados
| Posición | Selección            |
| -------- | -------------------- |
|          | México               |
|          | Perú                 |
|          | Brasil               |
| 4°       | Honduras             |
| 5°       | Ecuador              |
| 6°       | República Dominicana |